# Premi Còndor de Plata a la revelació femenina
El Premi Cóndor de Plata a la revelació femenina és un dels guardons lliurats anualment per l'Asociación de Cronistas Cinematográficos de la Argentina.
És atorgat a actrius que per primera vegada van tenir un paper important en alguna producció cinematogràfica estrenada l'any anterior a la República Argentina, i aquesta labor s'ha destacat per sobre les altres.
En el següent article es troben els actors que han rebut la distinció en els últims vint anys, des de la 45a edició dels Premis Còndor de Plata ençà.

## Guanyadores i nominades
| Any                     | Actriu                           | Pel·lícula                     | Ref.  |
| 1997                    |                                  |                                |       |
| ----------------------- | -------------------------------- | ------------------------------ | ----- |
| 1997                    | Leticia Brédice                  | Años rebeldes                  | [ 1 ] |
| 1997                    | Paulina Rachid                   | El mundo contra mí             | [ 1 ] |
| 1997                    | Alejandra Flechner               | Besos en la frente             | [ 2 ] |
| 1997                    | Fabiana García Lago              | Flores amarillas en la ventana | [ 2 ] |
| 1998                    | Vera Fogwill                     | Buenos Aires viceversa         | [ 3 ] |
| 1999                    |                                  |                                |       |
| Jimena Barón            | El faro                          | [ 4 ]                          |       |
| Florencia Bertotti      | El faro                          | [ 5 ]                          |       |
| Luciana González Costa  | Escrito en el agua               | [ 5 ]                          |       |
| Mía Maestro             | Tango                            | [ 5 ]                          |       |
| 2000                    |                                  |                                |       |
| Valeria Bertuccelli     | Alma mía & Silvia Prieto         | [ 6 ]                          |       |
| Antonella Costa         | Garage Olimpo                    | [ 7 ]                          |       |
| Graciela Tenenbaum      | El mismo amor, la misma lluvia   | [ 7 ]                          |       |
| Mirta Wons              | El amateur                       | [ 7 ]                          |       |
| Paola Krum              | Río escondido                    | [ 7 ]                          |       |
| 2001                    |                                  |                                |       |
| Malena Solda            | Nueces para el amor              | [ 8 ]                          |       |
| Dolores Fonzi           | Plata quemada                    | [ 9 ]                          |       |
| Julieta Cardinali       | Una noche con Sabrina Love       | [ 9 ]                          |       |
| Melina Petriella        | Esperando al mesías              | [ 9 ]                          |       |
| Mirna Suárez            | Cerca de la frontera             | [ 9 ]                          |       |
| 2002                    |                                  |                                |       |
| Claudia Fontán          | El hijo de la novia              | [ 10 ]                         |       |
| Ailí Chen               | Tocá para mí                     | [ 11 ]                         |       |
| Josefina Vitón          | Taxi, un encuentro               | [ 11 ]                         |       |
| María Laura Frigerio    | Tocá para mí                     | [ 11 ]                         |       |
| Pamela Rementería       | El armario                       | [ 11 ]                         |       |
| 2003                    |                                  |                                |       |
| Mimí Ardú               | El bonaerense                    | [ 12 ]                         |       |
| Agostina Lage           | Un oso rojo                      | [ 13 ]                         |       |
| Javiera Bravo           | Historias mínimas                | [ 13 ]                         |       |
| Julia Solomonoff        | Historias mínimas                | [ 13 ]                         |       |
| Karina Dali             | No sabe/no contesta              | [ 13 ]                         |       |
| 2004                    |                                  |                                |       |
| Raquel Bank             | El juego de la silla             | [ 14 ]                         |       |
| Camila Mac Lennan       | Vladimir en Buenos Aires         | [ 15 ]                         |       |
| Carla Crespo            | Tan de repente                   | [ 15 ]                         |       |
| Jimena La Torre         | Bar, El Chino                    | [ 15 ]                         |       |
| Marina Glezer           | El Polaquito                     | [ 15 ]                         |       |
| 2005                    |                                  |                                |       |
| Moro Anghileri          | Buena Vida Delivery              | [ 16 ]                         |       |
| Graciana Chironi        | Familia rodante                  | [ 17 ]                         |       |
| Marcela Kloosterboer    | Roma                             | [ 17 ]                         |       |
| María Alche             | La niña santa                    | [ 17 ]                         |       |
| Rosita Londner          | El abrazo partido                | [ 17 ]                         |       |
| 2006                    |                                  |                                |       |
| Norma Argentina         | Cama adentro                     | [ 18 ]                         |       |
| Bárbara Lombardo        | Cautiva                          | [ 19 ]                         |       |
| María Abadi             | Géminis                          | [ 19 ]                         |       |
| Mercedes Funes          | Cautiva                          | [ 19 ]                         |       |
| Mirella Pascual         | Whisky                           | [ 19 ]                         |       |
| 2007                    |                                  |                                |       |
| Marina Vilte            | Una estrella y dos cafés         | [ 20 ]                         |       |
| Luna Paiva              | Judíos en el espacio             | [ 21 ]                         |       |
| María Fernanda Callejón | Sofacama                         | [ 21 ]                         |       |
| María Lorenzutti        | Chile 672                        | [ 21 ]                         |       |
| María Onetto            | Cuatro mujeres descalzas         | [ 21 ]                         |       |
| 2008                    |                                  |                                |       |
| Sofía Gala Castiglione  | El resultado del amor            | [ 22 ]                         |       |
| María Ucedo             | El otro                          | [ 23 ]                         |       |
| Mónica Ayos             | Tres de corazones                | [ 23 ]                         |       |
| Romina Ricci            | ¿De quién es el portaligas?      | [ 23 ]                         |       |
| Silvia Pérez            | Encarnación                      | [ 23 ]                         |       |
| 2009                    |                                  |                                |       |
| Ana Celentano           | Las vidas posibles               | [ 24 ]                         |       |
| Elli Medeiros           | Leonera                          | [ 25 ]                         |       |
| Jazmín Stuart           | Los paranoicos                   | [ 25 ]                         |       |
| Mirta Bogdasarián       | La cámara oscura                 | [ 25 ]                         |       |
| Natalia Pelayo          | Aniceto                          | [ 25 ]                         |       |
| 2010                    |                                  |                                |       |
| Sabrina Garciarena      | Felicitas                        | [ 26 ]                         |       |
| Alejandra Manzo         | Anita                            | [ 27 ]                         |       |
| Guadalupe Alonso        | El último verano de la Boyita    | [ 27 ]                         |       |
| Mariela Vitale          | El niño pez                      | [ 27 ]                         |       |
| Vera Spinetta           | Las viudas de los jueves         | [ 27 ]                         |       |
| 2011                    |                                  |                                |       |
| María Laura Caccamo     | La mosca en la ceniza            | [ 28 ]                         |       |
| Emilia Attias           | Matar a Videla                   | [ 29 ]                         |       |
| Eugenia Tobal           | Ni Dios, ni patrón, ni marido    | [ 29 ]                         |       |
| Guadalupe Docampo       | La Tigra, Chaco                  | [ 29 ]                         |       |
| Isabelita Sarli         | Mis días con Gloria              | [ 29 ]                         |       |
| 2012                    |                                  |                                |       |
| Elena Roger             | Un amor                          | [ 30 ]                         |       |
| Diana Lamas             | El agua del fin del mundo        | [ 31 ]                         |       |
| Hebe Duarte             | Las Acacias                      | [ 31 ]                         |       |
| Romina Paula            | El estudiante                    | [ 31 ]                         |       |
| Victoria Raposo         | Los labios                       | [ 31 ]                         |       |
| 2013                    |                                  |                                |       |
| Ana Fontán              | El pozo                          | [ 32 ]                         |       |
| Margarita López         | El último Elvis                  | [ 33 ]                         |       |
| María Canale            | Abrir puertas y ventanas         | [ 33 ]                         |       |
| Sofía Brito             | Los salvajes                     | [ 33 ]                         |       |
| Victoria Almeida        | Días de pesca                    | [ 33 ]                         |       |
| 2014                    |                                  |                                |       |
| Florencia Bado          | Wakolda                          | [ 34 ]                         |       |
| Carla Quevedo           | Abril en Nueva York              | [ 35 ]                         |       |
| Calu Rivero             | Tesis sobre un homicidio         | [ 35 ]                         |       |
| Florencia Salas         | María y el Araña                 | [ 35 ]                         |       |
| Mora Arenillas          | Por un tiempo                    | [ 35 ]                         |       |
| Nadia Ayelén Giménez    | La Guayaba                       | [ 35 ]                         |       |
| 2015                    |                                  |                                |       |
| Mónica Antonópulos      | Muerte en Buenos Aires           | [ 36 ]                         |       |
| Camila Fabbri           | Dos disparos                     | [ 37 ]                         |       |
| Luisana Lopilato        | Las insoladas                    | [ 37 ]                         |       |
| Mora Recalde            | El día trajo la oscuridad        | [ 37 ]                         |       |
| Yosiria Huaripata       | El cerrajero                     | [ 37 ]                         |       |
| 2016                    |                                  |                                |       |
| Paola Barrientos        | Ciencias naturales               | [ 38 ]                         |       |
| Eugenia Suárez          | Abzurdah                         | [ 39 ]                         |       |
| Laura López Moyano      | La patota                        | [ 39 ]                         |       |
| Malena Villa            | Mariposa                         | [ 39 ]                         |       |
| Paula Hertzog           | Ciencias naturales               | [ 39 ]                         |       |
| 2017                    |                                  |                                |       |
| Rosario Shanly          | Juana a los 12                   | [ 40 ]                         |       |
| Denisse Labbate         | Paula                            | [ 41 ]                         |       |
| Lali Espósito           | Permitidos                       | [ 41 ]                         |       |
| Maruja Bustamante       | Permitidos                       | [ 41 ]                         |       |
| Mercedes Burgos         | La niña de tacones amarillos     | [ 41 ]                         |       |
| 2018                    |                                  |                                |       |
| Loren Acuña             | Madraza                          | [ 42 ]                         |       |
| Isadora Ardito          | Sinfonía para Ana                | [ 43 ]                         |       |
| Mercedes Funes          | Yo soy así, Tita de Buenos Aires | [ 43 ]                         |       |
| Iride Mockert           | Los decentes                     | [ 43 ]                         |       |
| Cumelén Sanz            | No te olvides de mí              | [ 43 ]                         |       |
| 2019                    |                                  |                                |       |
| Esther Díaz             | Mujer nómade                     | [ 44 ]                         |       |
| Martina Garello         | Hasta que me desates             | [ 45 ]                         |       |
| Laura Grandinetti       | Rojo                             | [ 45 ]                         |       |
| Sary López              | La reina del miedo               | [ 45 ]                         |       |
| Huenu Paz Paredes       | Yo, niña                         | [ 45 ]                         |       |
| 2020                    |                                  |                                |       |
| Romina Escobar          | Breve historia del planeta verde | [ 46 ]                         |       |
| Ornella D'Elia          | Los sonámbulos                   |                                |       |
| Amanda Minujín          | Las buenas intenciones           |                                |       |
| Rita Pauls              | Vigilia en agosto                |                                |       |
| Nicole Rivadero         | La botera                        |                                |       |